# Step Up 3-D
Step Up 3-D – film muzyczny z 2010 roku w reżyserii Jon Chu produkcji amerykańskiej. Kontynuacje filmów Step Up: Taniec zmysłów z 2006 roku oraz Step Up 2 z 2008 roku.

## Opis fabuły
Ambitny Luke (Rick Malambri) wie, czego chce. Jest ulicznym tancerzem i mieszka w starym magazynie w Nowym Jorku – mieście, w którym wszystko jest możliwe. To w nim spotykają się ludzie, którzy kochają taniec. Luke ćwiczy z członkami grupy Piraci, którzy są dla niego jak rodzina. Teraz przygotowują się do pokonania swoich rywali z ekipy Samurai. Kiedy zbliżają się międzynarodowe mistrzostwa, Luke wyrusza na ulice, by znaleźć nowych tancerzy, którzy mogliby dołączyć do grupy i pomóc w wygraniu turnieju.
Pewnego dnia Luke poznaje piękną i niezależną Natalie (Sharni Vinson). Do grupy dołączają także Moose (Adam G. Sevani) i Camille (Alyson Stoner), byli uczniowie elitarnej akademii w Baltimore, którzy w Nowym Jorku odkrywają undergroundową scenę taneczną. Tajemnicza Natalie, która mówi, że nigdy nie przegrywa i że wszystko, co inni powinni o niej wiedzieć, jest w jej tańcu, skrywa jednak coś, co może zniszczyć uczucie rodzące się między nią a Lukiem, a także zaprzepaścić szansę na wygraną w turnieju.

## Obsada
- Rick Malambri jako Luke Katcher
- Sharni Vinson jako Natalie
- Adam G. Sevani jako Robert "Łoś" Alexander III
- Alyson Stoner jako Camille Gage
- Joe Slaughter jako Julien
- Martin Lombard i Facundo Lombard jako bliźniaki Santiago
- Keith Stallworth jako Jacob
- Oren Michael jako Carlos
- Stephen "Twitch" Boss jako Jason
- Kendra Andrews jako Anala
- Chadd Smith jako Vladd
- Daniel "Cloud" Campos jako Mroczny Dzieciak
- Harry Shum Jr. jako Cable
- Mari Koda jako Jenny Kido
- Christopher Scott jako Hair
- Janelle Cambridge jako Fly
- Luis Rosado jako Monster
- LaJon Dantzler jako Smiles